# Festival d'Angoulême 1989
Le 16e Salon international de la bande dessinée s'est tenu les 27, 28 et 29 janvier 1989 à Angoulême.

## Palmarès
Les prix « Alfred » deviennent les « Alph-Art » (de Tintin et l'Alph-Art, album inachevé d'Hergé)
- Alph-Art du meilleur album : Marie Vérité, Yann/Frank Le Gall (Dupuis)

Mention spéciale en raison de son apport exceptionnel à l'évolution de la BD : Gens de France, Jean Teulé (Casterman)
- Alph-Art humour : Harry Mickson t. 6 : Les vieux copains, plein de pépins, Florence Cestac (Futuropolis)
- Alph-Art du meilleur album étranger : Watchmen (Les Gardiens) t. 6, Dave Gibbons/Alan Moore (Zenda)
- Alph-Art coup de cœur : Le Journal d'Henriette t. 1, Dupuy-Berberian (Audie - Fluide glacial)
- Alph-Art jeunesse : Aquablue t. 1 - Olivier Vatine et Thierry Cailleteau (Delcourt)
- Alph-Art du public : Le Grand Pouvoir du Chninkel - Grzegorz Rosiński et Jean Van Hamme (Casterman)
- Alph-Art communication : Le Var, le département dont vous êtes le héros - Jean-Louis Floch et Jean-Luc Fromental (agence Multicom)

Mention spéciale à Vae Victis - La BD derrière les barreaux - Didier Savard (studio trans bD)
- Alph-Art avenir : Deux mondes, Claire Wendling (Angoulême) - alors âgée de 21 ans.
- Alph-Art scolaire : La terre est une belle plage, Moana Thouard
- Alph-Art fanzine : Café noir (Rouen)
- Prix Bloody Mary de l'ACBD : Le Repaire du Kanata, René Sterne, Le Lombard
- Prix de la BD Chrétienne : Mathilde Wrede, Carmen Levi/Alex Lochen (ed. du Cygne), d'après la vie de Mathilda Wrede.
- Prix Antenne 2 : Léonard - Turk et de Groot (Le Lombard)
- Prix Témoignage Chrétien : Ramadan, Farid Boudjellal, Futuropolis

## Grand prix de la ville
- René Pétillon

## Déroulement du festival
- Nouveau directeur : David Cameo.
- Exposition autour du Lotus Bleu à l'occasion du soixantenaire de Tintin.
- Jack Lang inaugure, au tout nouveau CNBDI (pas encore terminé à vrai dire), avec Mme Rémi (Hergé = Georges Rémi), une tête d'Hergé en bronze sculptée par Tchang, l'ami de jeunesse d'Hergé, inspirateur de Tintin et le Lotus Bleu.

## Affiche
- Philippe Druillet

## Jury
Philippe Druillet, Elli Medeiros, Julien Clerc, Jérôme Savary, Philippe Dana, Michel Daubert, Hervé Cannet, Marylène Noblet, Anne Poggioli, Laurent Galmot, Michel Ricard, Francis Groux.